# Procerovum varium
Procerovum varium är en plattmaskart. Procerovum varium ingår i släktet Procerovum och familjen Heterophyidae. Inga underarter finns listade i Catalogue of Life.